# Hans van der Beken
Hans of Jan van der Beken (fl. 1599-1619) was een kleine kunstschilder en decorateur uit Mechelen.

## Werk

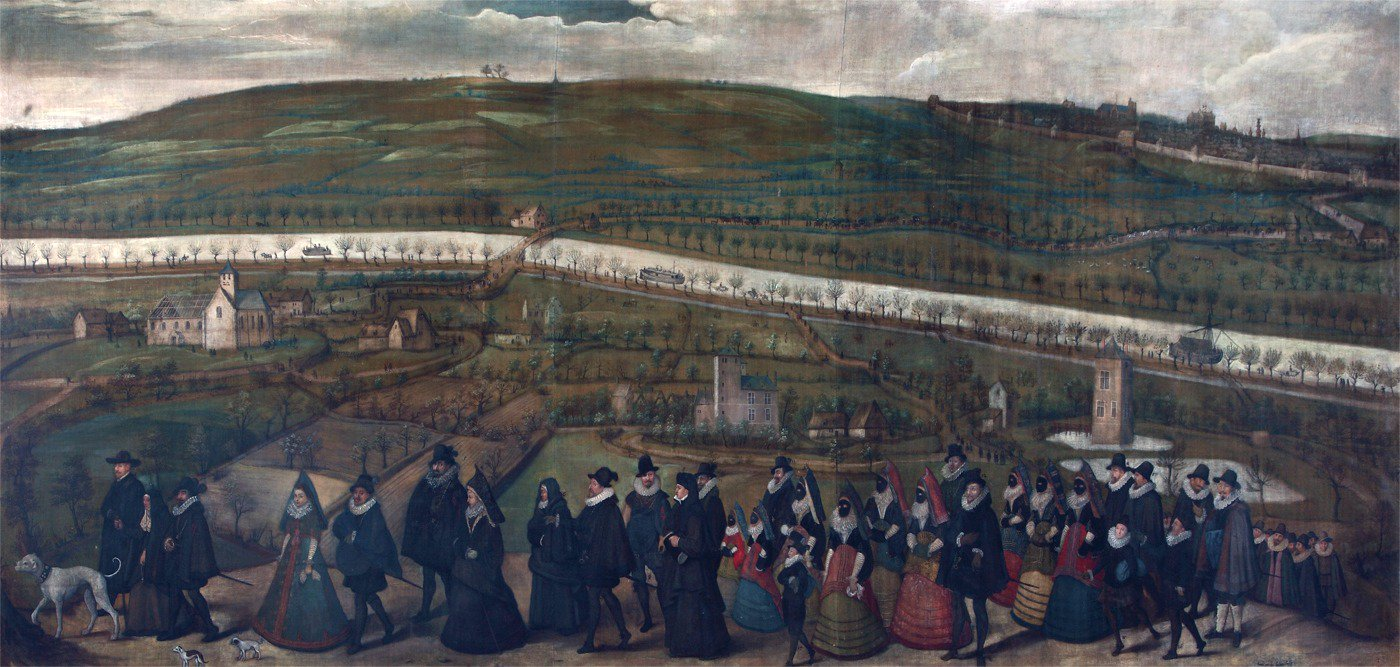
De bedevaart van de aartshertogen Albrecht en Isabella naar Laken in 1601

Volgens stadsrekeningen maakte hij in 1599 een Bacchus en een Ceres voor de stad Mechelen.
Het Stadsmuseum Gent bezit van hem een Vonnis van Pilatus, dat moest worden verdoekt.
Zijn bekendste schilderij is De bedevaart van de aartshertogen Albrecht en Isabella naar Laken in 1601 in het Monasterio de las Descalzas Reales van Madrid. Het is gesigneerd Hans Van der Bekage.

## Voetnoten
1. ↑  Vonnis van Pilatus, STAM Gent (bezocht 13 november 2024)